# Mémorial de Livingstone

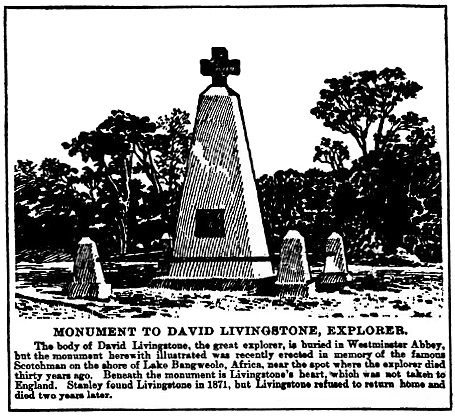
Représentation du monument, publiée en 1903 dans un journal américain.

Le Mémorial de Livingstone construit en 1902 marque l'endroit où le missionnaire explorateur David Livingstone est décédé le 1er ou le 4 mai 1873 dans le village du Chef Chitambo à l'Ilala près du bord du lac Bangweulu  en Zambie. Son cœur a été enterré  sous un arbre Mpundu (également appelé Mvula) par ses serviteurs fidèles Chuma, Suza Mniasere et Vchopere, avant leur départ pour la côte en portant son corps,.